# Rhopalopsole longicercia
Rhopalopsole longicercia is een steenvlieg uit de familie naaldsteenvliegen (Leuctridae). De wetenschappelijke naam van de soort is voor het eerst geldig gepubliceerd in 1968 door Kawai.